# Godfrey Bloom

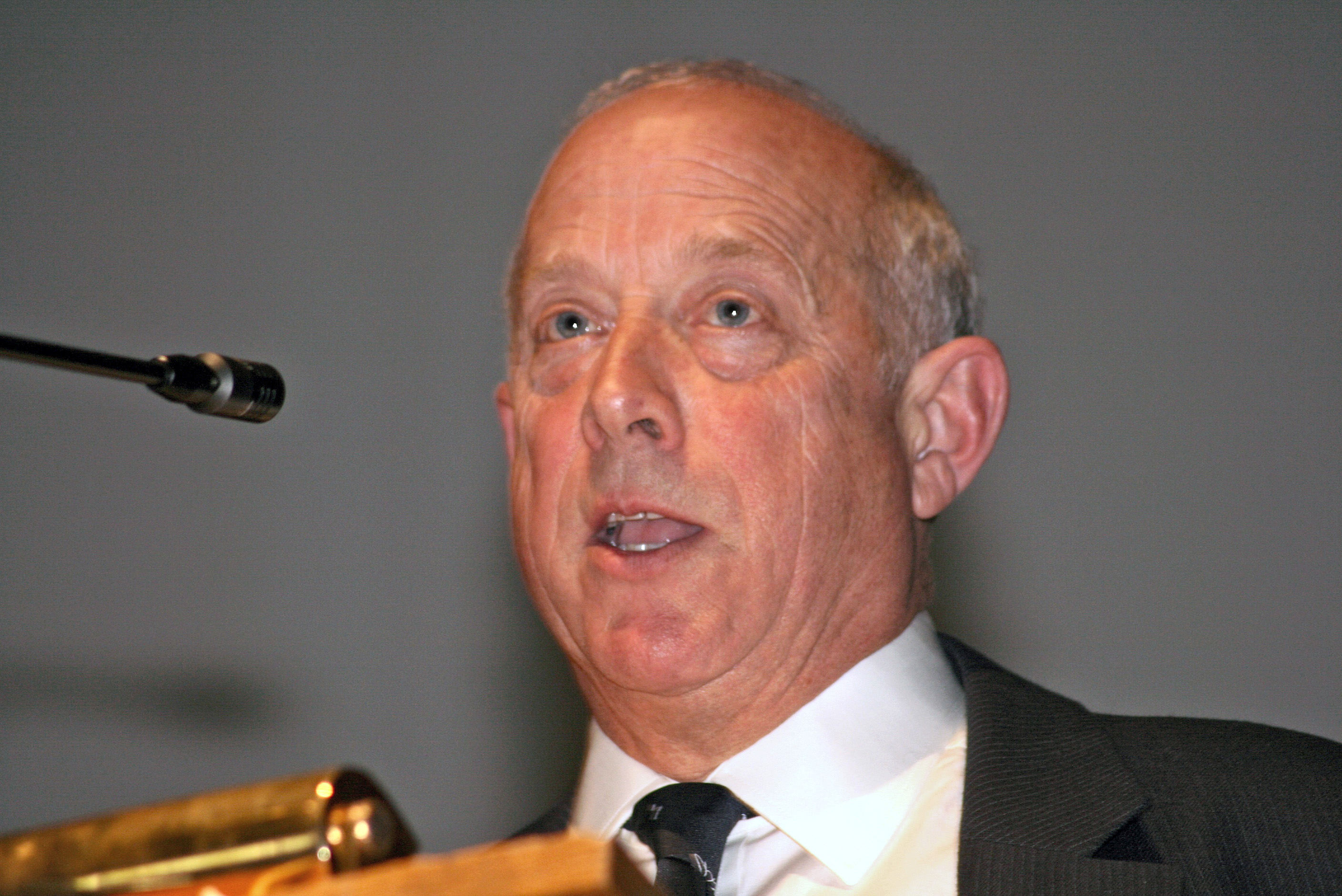
Godfrey Bloom

Godfrey Bloom (n. 22 noiembrie 1949, Londra, Anglia, Regatul Unit) este un om politic britanic, membru al Parlamentului European în perioada 2004-2009 din partea Regatului Unit.